# Communauté de communes Cœur du Bocage
La communauté de communes Cœur du Bocage est une ancienne communauté de communes française, située dans le département des Deux-Sèvres et la région Poitou-Charentes.

## Histoire
La communauté de communes Cœur du Bocage a été créée le 13 décembre 2001 pour une prise d'effet au 1er janvier 2002.
Le 31 décembre 2013, elle disparait au profit de la création au 1er janvier 2014 de la communauté d'agglomération du Bocage bressuirais (CA2B) pour constituer un territoire organisé bien plus vaste.
Cet ensemble de cinq communes représentait une population municipale de 25 022 habitants (selon le recensement de 2011), sur un territoire de 318,11 km2.

## Composition
La communauté de communes Cœur du Bocage était composée des quatre communes du canton de Bressuire auxquelles s'ajoutait Courlay :
- Boismé
- Bressuire
- Chiché
- Courlay
- Faye-l'Abbesse